# Deutsche Fußballmeisterschaft der A-Junioren 1974/75
Die deutsche Fußballmeisterschaft der A-Junioren 1975 war die 7. Auflage dieses Wettbewerbes. Meister wurde der VfB Stuttgart, das im Finale den FC Schalke 04 mit 4:0 besiegte.

## Teilnehmende Mannschaften
An der A-Jugendmeisterschaft nahmen die 16 Landesverbandsmeister teil.
| Regionalverband Nord | Regionalverband West                                                                         | Regionalverband Südwest                                                        | Regionalverband Süd | Berlin                   |
| - Schleswig-Holstein: VfB Lübeck - Hamburg: Hamburger SV - Bremen: OSC Bremerhaven - Niedersachsen: SV Atlas Delmenhorst | - Westfalen: FC Schalke 04 - Mittelrhein: 1. FC Köln - Niederrhein: Borussia Mönchengladbach | - Rheinland: Spvgg Andernach - Südwest: 1. FSV Mainz 05 - Saarland: SV Bliesen | - Hessen: Kickers Offenbach - Baden: SV Chio Waldhof - Südbaden: FC Singen 04 - Württemberg: VfB Stuttgart - Bayern: 1. FC Nürnberg | - Berlin: Rapide Wedding |

## Achtelfinale
Hinspiele: Sa/So 31.05./01.06. Rückspiele: So 08.06.
|                | Gesamt |                          | Hinspiel | Rückspiel |
| -------------- | ------ | ------------------------ | -------- | --------- |
| SV Bliesen     | 4:8    | SpVgg Andernach          | 3:1      | 1:7       |
| VfB Lübeck     | 1:9    | FC Schalke 04            | 1:3      | 0:6       |
| FC Singen 04   | 2:5    | OSC Bremerhaven          | 2:2      | 0:3       |
| 1. FC Nürnberg | 0:4    | Kickers Offenbach        | 0:2      | 0:2       |
| 1. FC Köln     | 4:1    | 1. FSV Mainz 05          | 2:0      | 2:1       |
| VfB Stuttgart  | 4:3    | Borussia Mönchengladbach | 0:2      | 4:1       |
| Rapide Wedding | 03:13  | SV Chio Waldhof          | 0:6      | 3:7       |
| Hamburger SV   | 8:4    | SV Atlas Delmenhorst     | 3:2      | 5:2       |

## Viertelfinale
Hinspiele: So 15.06. Rückspiele: So 22.06.
|                 | Gesamt |                   | Hinspiel | Rückspiel |
| --------------- | ------ | ----------------- | -------- | --------- |
| SpVgg Andernach | 2:7    | FC Schalke 04     | 1:1      | 1:6       |
| OSC Bremerhaven | 0:4    | Kickers Offenbach | 0:1      | 0:3       |
| 1. FC Köln      | 02:12  | VfB Stuttgart     | 0:6      | 2:6       |
| SV Chio Waldhof | 11:20  | Hamburger SV      | 6:1      | 5:1       |

## Halbfinale
Hinspiele: So 29.06. Rückspiele: So 06.07.
|               | Gesamt |                   | Hinspiel | Rückspiel |
| ------------- | ------ | ----------------- | -------- | --------- |
| FC Schalke 04 | 3:2    | Kickers Offenbach | 2:0      | 1:2       |
| VfB Stuttgart | 8:4    | SV Chio Waldhof   | 5:2      | 3:2       |

## Finale
| VfB Stuttgart                                                            | VfB Stuttgart | FC Schalke 04 | FC Schalke 04 |
| ------------------------------------------------------------------------ | --- | --- | ------------- |
| VfB Stuttgart                                                            | \| Sonnabend, 12. Juli 1975 um 17:00 Uhr in Marburg (Georg-Gaßmann-Stadion) \| \| Ergebnis: 4:0 (1:0) \| \| Zuschauer: 8.800 \| \| Schiedsrichter: Rudolf Frickel (München) \|           | \| Sonnabend, 12. Juli 1975 um 17:00 Uhr in Marburg (Georg-Gaßmann-Stadion) \| \| Ergebnis: 4:0 (1:0) \| \| Zuschauer: 8.800 \| \| Schiedsrichter: Rudolf Frickel (München) \|                                                                                            | FC Schalke 04 |
| VfB Stuttgart                                                            | Peter Höck – Manfred Günther – Jürgen Fleischmann, Manfred Jost, Andreas Lang – Gerhard Wörn, Hansi Müller, Heiko Jakob – Bernd Klotz, Harald Beck, Bernd Frick Cheftrainer: Oskar Hartl | Peter Sandhofe – Mathias Schipper – Hans-Jürgen Salewski , Ulrich Bittcher, Detlev Rohn – Hans-Jürgen Gede (57. Meinolf Quiskamp), Friedrich Wagner, Thomas Lander (16. Norbert Dörmann) – Hans-Peter Mentzel, Friedhelm Schütte, Wolfgang Reichel Cheftrainer: Uli Maslo | FC Schalke 04 |
| VfB Stuttgart                                                            | 1:0 Harald Beck (13.) 2:0 Harald Beck (48.) 3:0 Heiko Jakob (55.) 4:0 Harald Beck (73.)                                                                                                  | | FC Schalke 04 |
| VfB Stuttgart                                                            | Jost | | FC Schalke 04 |
| Sonnabend, 12. Juli 1975 um 17:00 Uhr in Marburg (Georg-Gaßmann-Stadion) | | |               |
| Ergebnis: 4:0 (1:0)                                                      | | |               |
| Zuschauer: 8.800                                                         | | |               |
| Schiedsrichter: Rudolf Frickel (München)                                 | | |               |